# Неа Рода
Неа Рода или Провлакас (на гръцки: Νέα Ρόδα) е село в Република Гърция, част от дем Аристотел, област Централна Македония, с 1148 жители (2001).

## География
Селото е разположено в югоизточната част на Халкидическия полуостров, в най-тясната част на провлака на Света гора, на 6 километра югоизточно от Йерисос.

## История
Селото е основано в района Провлакас през лятото на 1923 година от 40 семейства гърци бежанци от малоазийското село Рода (Рутя) и е най-голямото бежанско селище в Северна Халкидика.